# Nézel
Nézel település Franciaországban, Yvelines megyében. Lakosainak száma 1111 fő (2022. január 1.). Nézel Aubergenville, Aulnay-sur-Mauldre, Épône és La Falaise községekkel határos.

## Népesség
A település népességének változása:
| Lakosok száma | 1116 | 1081 | 1076 | 1042 | 1041 | 1040 | 1054 | 1083 | 1111 |
|               | 2013 | 2015 | 2016 | 2017 | 2018 | 2019 | 2020 | 2021 | 2022 |